# Roger M. Spanswick
Roger Morgan Spanswick (24 de junho de 1939 – 12 de fevereiro de 2014) foi professor de engenharia biológica e ambiental na Universidade de Cornell e uma figura importante na história da biologia das membranas vegetais.

## Vida pessoal
Roger Morgan Spanswick nasceu em 24 de junho de 1939 em Barford St. John e St. Michael, Oxfordshire, Inglaterra. Ele era filho de Lucy e Arthur Spanswick. Roger casou-se com Helen Walker em 1963. Andrew Spanswick e Robert Spanswick são seus filhos. Roger morreu em sua casa na encosta com vista para o Lago Cayuga em 12 de fevereiro de 2014. Sua lápide no cemitério Pleasant Grove, em Ithaca, Nova York, tem a frase apenas conectar -se ao livro Howards End gravado nela. 

## vida universitária
Em 1960, Roger se formou na Universidade de Birmingham com um diploma de honra em física. Ele recebeu um Diploma em Biofísica com Jack Dainty e depois um Ph.D. em Biofísica com EJ Williams no Departamento de Biofísica da Universidade de Edimburgo em 1964. Roger mudou-se para a Universidade de Cambridge, onde foi o primeiro pós-doutorado de Enid MacRobbie . Enid MacRobbie relatou que Roger teve um papel importante no desenvolvimento do grupo Biofísica Vegetal, e seu legado e lenda duraram anos. Foi um dos períodos melhores e mais estimulantes do meu grupo que disse que Enid e Roger tiveram um papel fundamental nisso. Roger Spanswick ingressou no grupo de fisiologia vegetal da Universidade de Cornell, que incluía André Jagendorf, Rod Clayton e Peter J. Davies . Roger tornou-se professor assistente de fisiologia vegetal em 1967, professor de associação em 1973 e professor catedrático em 1979. Roger Spanswick foi Guggenheim Fellow em 1980-81 e fez parte da Associação Americana para o Avanço da Ciência ( AAAS ) e da World Innovation Foundation em 2004. Roger foi um grande mentor   e um membro ativo do Friday Lunch Club, que incluía A. Carl Leopold, Randy Wayne e Michael Rutzke. Um simpósio celebrando sua vida foi realizado na Universidade de Cornell em 2 de junho de 2014.  As propostas de subsídios sem financiamento de Spanswick, que são ricas em ideias, bem como sua coleção pessoal de materiais relacionados à história da Iniciativa Genômica estão disponíveis nos Arquivos da Universidade de Cornell (número de coleção 21-51-4251). 

## Pesquisa
A pesquisa altamente citada de Roger focou em vários aspectos do transporte de íons. Ele provou a presença de uma bomba de íons eletrogênica nas células vegetais.    Trabalhos bioquímicos subsequentes levaram à identificação de ATPases de transporte de prótons na membrana plasmática e membranas vacuolares. Junto com Christopher Faraday, ele descobriu um esqueleto de membrana nas plantas. 
Enid MacRobbie caracterizou o legado científico de Roger Spanswick da seguinte maneira: Roger fez grandes contribuições para nossa compreensão dos processos básicos de transporte de íons nas plantas e foi um verdadeiro pioneiro. Ele era um pensador muito original e um experimentalista muito versátil, completo e cuidadoso. Ele iniciou uma revolução em nossa compreensão do transporte de íons nas células vegetais. Sua demonstração (em 1972) de que o sistema de transporte mais importante no plasmalemma das células characeanas é uma ATPase de bombeamento de prótons, gerando potenciais de membrana bem negativos do potencial de equilíbrio de potássio, foi um grande avanço ... Anteriormente, os fisiologistas de plantas haviam assumido que as células vegetais eram como as células animais, com uma bomba de troca de sódio e potássio dependente de ATP como o principal processo de transporte de íons ativos. Havia oposição a essa nova visão, mas na época de sua revisão na Revisão Anual de 1981 da Fisiologia das Plantas, mais trabalhos experimentais deixaram claro que ele estava certo. No período das décadas de 1970 e 1980, ele continuou a dar grandes contribuições ao novo pensamento. Ele mostrou que duas ATPases de bombeamento de prótons distintas estavam presentes no plasmalemma e no tonoplasto, com diferentes características inibidoras. Ele também mostrou que os gradientes de pH e potencial de membrana gerados pela bomba primária de prótons no plasmalemma poderiam ser usados para direcionar o transporte ativo secundário de outros solutos, açúcares, aminoácidos e outros íons. Assim, sua ideia original levou a um volume muito grande de trabalho experimental, no qual ele também teve uma contribuição importante, e a consequência foi uma revolução no campo. Mais tarde, ele passou a trabalhar com êxito em problemas mais aplicados em uma ampla gama de tópicos, mas é importante reconhecer o legado duradouro de seu trabalho no campo do transporte básico de íons. 

## Livros
Spanswick, RM, WJ Lucas e J. Dainty, orgs. Transporte de membranas vegetais: questões conceituais atuais: atas do workshop internacional realizado em Toronto, Canadá, de 22 a 27 de julho de 1979 Elsevier / North-Holland Biomedical Press, Amsterdã